# John Roelants
Pour les articles homonymes, voir Roelants.
John Roelants, né le 29 décembre 1907 à Borgerhout et décédé le 21 septembre 1980 à Herentals fut un homme politique belge, membre du parti ouvrier belge, ensuite du PSB. 
Roelants fut secrétaire régional de la Centrale Générale (1945-1968).
Il fut élu conseiller communal de Turnhout (1939-1954), sénateur provincial de la province d'Anvers (1954-1958) et de l'arrondissement de Malines-Turnhout (1958-1971), puis sénateur coopté (1971-1974).

## Sources
- sa Bio sur ODIS